# غابور بيلاش
غابور بيلاش (بالمجرية: Balázs Gábor)‏ هو راكب الكنو مجري، ولد في 18 أكتوبر 1983 في بودابست في المجر.